# Трајект
Трајект или ферибот је назив за путнички, односно теретни брод специјализован за редовни превоз путника и робе на краћим релацијама. Већи трајекти су у правилу способни превозити путничка возила и камионе, а неки су саграђени тако да превозе железничке вагоне.

## Рекорди

### Бруто тонажа
Највећи трајекти на свету обично су они који се користе у Европи, а различита пловила држе рекорд у зависности од тога да ли су дужина, бруто тонажа или капацитет аутомобила метрика.

### Најстарији трајекти
Дана 11. октобра 1811, брод проналазача Џона Стивенса Јулиана, почео је са радом као први трајект на парни погон (веза је била између Њујорка и Хобокена, Њу Џерси).
Елвел Фери, кабловски трајект у Северној Каролини, путује на удаљености од 110 yd (100 m), од обале до обале, са временом путовања од пет минута.
Конкурс за најстарији трајект у непрекидном раду је трајект Мерзи од Ливерпула до Биркенхеда у Енглеској. Године 1150. основан је бенедиктински манастир у Биркенхеду. Монаси су наплаћивали малу цену за превоз путника преко ушћа. Године 1330, Едвард III је доделио повељу манастиру и његовим наследницима: „право на тамошњи трајект ... за људе, коње и робу, уз дозволу да наплаћују разумне путарине“. Међутим, сматра се да је дошло до кратког прекида након распуштања манастира након 1536. године.
Још један потраживач права на најстарији трајект у непрекидном раду је трајект Роки Хил – Гластонбери, који саобраћа између градова Роки Хил и Гластонбери, Конектикат. Основан 1655. године, трајект је од тада непрекидно саобраћао, а престајао је са радом само сваке зиме када се река заледи. Трајект који дуго ради на сланим водама је Халифакс/Дартмут трајект, који саобраћа између градова Халифакса и Дартмута у Новој Шкотској, и који плови током целе године од 1752. године, а тренутно га води регионална транзитна управа, Метро Трансит. Међутим, Мерзи трајект је претходио њему као најстарији трајект на сланој води.

### Највеће мреже
- Ваксхолмсболагет – 21 брод који опслужује око 300 лука у Стокхолмском архипелагу.[7]
- Истанбулска трајектна мрежа – 87 бродова који опслужују 86 лука у и око Босфора у Истанбулу, Турска.
- БЦ трајекти – 36 бродова који опслужују 47 лука дуж западне обале Британске Колумбије, Канада, превозећи 22,3 милиона путника годишње.[8]
- Каледонски Макбрејн – 31 брод који опслужује 50 лука дуж западне обале Шкотске, превозећи 1,43 милиона путника годишње.[9]
- Сиднејски трајекти – 31 брод који опслужује 36 лука у Порт Џексону (Сиднејска лука), превозећи 15,3 милиона путника годишње.[10]
- Вашингтонски државни трајекти – 28 бродова који опслужују 20 лука за пристајање око Пугет Соунда у Вашингтону, Сједињене Државе, превозећи 24,2 милиона путника годишње.[11]
- Метролинк Квенсланд – 21 брод који опслужује 26 лука дуж реке Бризбејн у Бризбејну, Аустралија, превозећи 2,7 милиона путника годишње.[12]
- Квебечка трајектна компанија

### Најпрометније мреже
- Вашингтонски државни трајекти – 24,2 милиона путника годишње.[11]
- Статен Ајландски трајекти у Њујорк Ситију – 23,9 милиона путника годишње; најпрометнији једнолинијски трајект на свету.
- Амстердамски GVB трајекти – 22,4 милиона путника годишње.[13]
- БЦ трајекти – 22,3 милиона путника годишње.[8]
- Стар трајект у Хонгконгу – 19,7 милиона путника годишње.[14]

### Најбржи трајекти
Луцијано Федерико Л на гасни турбински погон, којим управља Букуебус из Монтевидеа, држи Гинисов светски рекорд за најбржи трајект на свету, у саобраћају између Монтевидеа, Уругваја и Буенос Ајреса, Аргентина: његова максимална брзина, постигнута у поморским експериментима, је била 60,2 kn (111,5 km/h; 69,3 mph). On mоже да превезе 450 путника и 52 аутомобила дуж руте од 110 nmi (200 km; 130 mi).

## Одрживост
Допринос путовања трајектом климатским променама је мање разматран од копненог и ваздушног саобраћаја и значајно варира у зависности од фактора као што су брзина и број превезених путника. Просечна емисија угљен-диоксида трајектима по путничком километру је око 0,12 kg (4,2 oz). Међутим, трајекти од 18 чворова (21 mph; 33 km/h) између Финске и Шведске производе 0.221 kg (7.800 oz) 2, са укупним емисијама једнаким CO2 еквиваленту од 0.223 kg (7.900 oz), док трајекти са 24–27 чворова (28–31 mph; 44–50 km/h) између Финске и Естоније производе 0.396 kg (14.000 oz) 2 са укупним емисијама које су једнаке CO2 еквиваленту од 0,4 kg (14 oz).

### Алтернативна горива
Са високом ценом нафте и све већим притиском потрошача за мерама за сузбијање глобалног загревања, на конференцији Интерфери у Стокхолму представљене су бројне иновације за енергију и животну средину. Према компанији Солар Сајлор, хибридна поморска снага и технологија соларних крила су погодни за употребу са трајектима, приватним јахтама, те чак и танкерима.
Алтернативна горива постају све распрострањенија на трајектима. Најбржи путнички трајект на свету Букуебус, вози на течни природни гас, док је шведска Стена 2015. године претворила један од својих трајеката на погон дизелом и метанолом. Течни природни гас и метанол значајно смањују емисију CO2 и замењују скупо дизел гориво.
Батеријски електрични трајекти мегаватне класе су у употреби Скандинавији, а планирано је да уведе у употребу још неколико. Од 2017. године, највећи чисто електрични трајект на свету био је МФ Тихо Брахе, који саобраћа на трајектној рути Хелсингер–Хелсингборг преко Ересунда између DenmarkДанске и Шведске. Трајект је тежак 8414 тона и има капацитет складиштења електричне енергије од више од 4 MWh.
Од 2015. године норвешка трајектна компанија Норлед управља е-феријем МВ Ампер на линији Лавик-Опедал на Е39 северно од Бергена. Даље северније на норвешкој западној обали, веза између Анде и Лота биће прва рута на свету коју опслужују само е-трајекти. Први од два брода, МФ Глопефјорд, пуштен је у употребу у јануару 2018. године, а затим МФ Еидсфјорд. Власник, предузеће Фјорд1, је пустило у рад још седам трајеката на батерије који су у функцији од 2020. године. Од 2021. године у Норвешкој ради око 60 трајеката на батерије.
Од 15. августа 2019. године, општина Еро управља е-трајектом Елен између јужних данских лука Финсхав и Себи, на острву Еро. Електронски трајект је способан да превезе 30 возила и 200 путника и напаја га батерија „невиђеног капацитета“ од 4,3 MWh (5.800 hp⋅h). Пловило може да пређе до 22 nmi (25 mi; 41 km) између пуњења – седам пута више него што је раније било могуће за е-трајект. Од овог трајекта се очекује да потврди да може да обезбеди до седам повратних путовања дневно. Европска унија, која је подржала пројекат, има за циљ да стави у употребу 100 или више ових трајеката до 2030. године.

## Галерија са сликама разних трајеката
- Трајект, Игуменица (Грчка)
- Трајект који вози од Игуменице (Грчка) до Италије
- Трајект на линији Керамоти-Тасос (Грчка)